# Jeoselyna Rodríguez
Jeoselyna Rodríguez Santos est une joueuse de volley-ball dominicaine née le 9 décembre 1991 à Saint-Domingue. Elle mesure 1,87 m et joue au poste de réceptionneuse-attaquante. Elle totalise 150 sélections en équipe de République dominicaine.

## Clubs
| Club                      | De        | À         |
| ------------------------- | --------- | --------- |
| Modeca                    | 2005-2005 | 2005-2005 |
| Mirador                   | 2006-2006 | 2006-2006 |
| Deportivo Nacional        | 2007-2007 | 2008-2008 |
| Distrito Nacional         | 2007-2007 | 2008-2008 |
| West Side Stars           | 2008-2008 | 2008-2008 |
| Centro                    | 2009-2009 | 2009-2009 |
| Indias de Mayagüez        | 2009-2009 | 2009-2009 |
| Vôlei Futuro              | 2009-2010 | 2009-2010 |
| Distrito Nacional         | 2010-2010 | 2010-2010 |
| CAV Murcia 2005           | 2010-2011 | 2010-2011 |
| Mirador                   | 2011-2012 | 2011-2012 |
| CV 2004 Tomis Constanţa   | 2012-2013 | 2012-2013 |
| Universidad Cesar Vallejo | 2013-2014 | …         |

## Palmarès

### Équipe nationale
- Championnat du monde des moins de 20 ans
  - Finaliste : 2009
- Coupe panaméricaine
  - Vainqueur : 2010.
  - Finaliste : 2009, 2013.
- Championnat d'Amérique du Nord
  - Vainqueur : 2009.
- Jeux d'Amérique centrale et des Caraïbes
  - Vainqueur : 2010.
- Coupe panaméricaine des moins de 23 ans
  - Vainqueur : 2012.
- Championnat du monde des moins de 23 ans
  - Finaliste : 2013.

### Clubs
- Coupe d'Espagne
  - Vainqueur : 2011
- Supercoupe d'Espagne
  - Vainqueur: 2010

### Distinctions individuelles
- Championnat du monde de volley-ball féminin des moins de 18 ans 2007: Meilleure serveuse.
- Championnat du monde de volley-ball féminin des moins de 23 ans 2013: Meilleure attaquante.